# Julian Stockwin

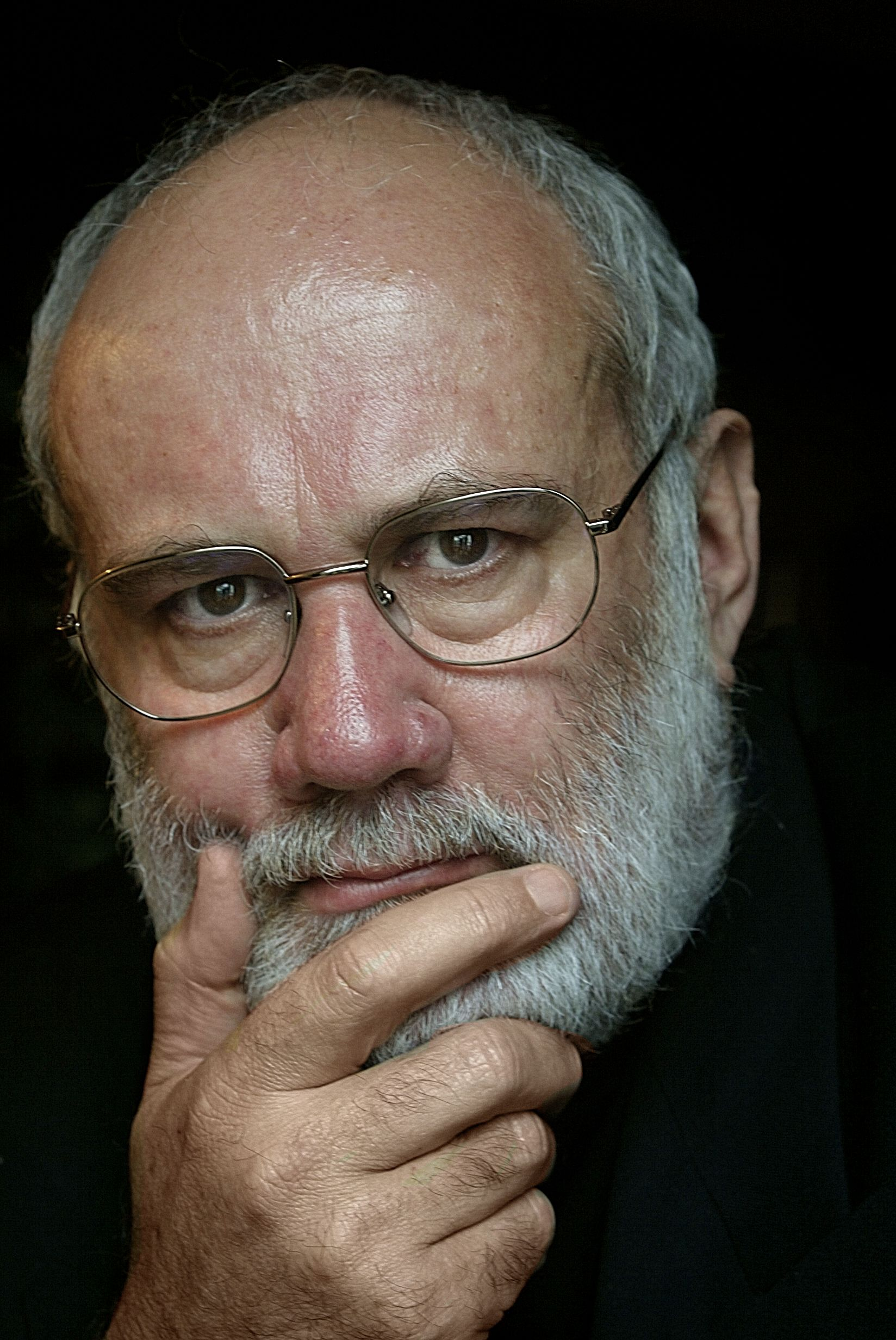
Julian Stockwin

Julian Stockwin (* 1944 in Basingstoke, Hampshire, England) ist ein britischer Autor, der durch seine Seekriegsromane um Thomas Paine Kydd bekannt geworden ist.

## Leben
Im Alter von fünfzehn Jahren trat Stockwin 1959 in die Royal Navy ein. Als seine Eltern nach Australien auswanderten wechselte er in die Royal Australian Navy. Nach achtjähriger Dienstzeit, absolvierte er an der University of Tasmania (Hobart) ein Studium der Psychologie und Fernöstliche Studien.
Seine Frau, Kathy und er lebten eine Zeitlang in Hongkong. Im Jahr 1990 kehrten beide nach England zurück und leben heute in Guildford, Surrey.
Julian Stockwin ist Lieutenant Commander im Ruhestand und wurde als Member of the British Empire (MBE) ausgezeichnet.

## Werke (Auswahl)
Belletristik
- Thomas Paine Kydd Zyklus

1. Kydd – Zur Flotte gepreßt. Roman. („Kydd“). Ullstein, München 2001, ISBN 3-548-25323-7.
2. Kydd – Bewährungsprobe auf der Artemis. Roman („Artemis“). Ullstein, München 2002, ISBN 3-548-25439-X.
3. Kydd – Verfolgung auf See. Roman. („Seaflower“). Ullstein, Frankfurt am Main 2003, ISBN 3-548-25646-5.
4. Kydd – Auf Erfolgskurs. Roman. („Mutiny“). Ullstein, Frankfurt am Main 2004, ISBN 3-548-25772-0.
5. Kydd – Offizier des Königs. Roman. („Quarterdeck“). Ullstein, Berlin 2005, ISBN 3-548-26133-7.
6. Kydd – Im Kielwasser Nelsons. Roman. („Tenacious“). Neuaufl. Ullstein, Berlin 2010, ISBN 978-3-548-28006-6.
7. Kydd – Stürmisches Gefecht. Roman. („Command“). Ullstein, Berlin 2006, ISBN 3-548-26463-8.
8. Kydd – Im Pulverdampf. Roman. („The Admiral's Daughter“). Ullstein, Berlin 2009, ISBN 978-3-548-26662-6.
9. Kydd – Treachery. A novel. Hodder & Stoughton, London 2008, ISBN 978-0-340-96111-7.
10. Kydd – Invasion. A novel. Hodder & Stoughton, London 2008, ISBN 978-0-340-96115-5.
11. Kydd – Victory. A novel. Hodder & Stoughton, London 2010, ISBN 978-0-340-96120-9.
12. Kydd – Conquest. A novel. Mcbooks Pr, 2011, ISBN 978-1-59013-626-3.
13. Kydd – Betrayal. A novel. Mcbooks Pr, 2012, ISBN 978-1-59013-655-3.
14. Kydd – Caribbee. A novel. Mcbooks Pr, 2013, ISBN 978-1-59013-668-3.
15. Kydd – Pasha. A novel. Mcbooks Pr, 2014, ISBN 978-1-59013-683-6.
16. Kydd – Tyger. A novel. Hodder & Stoughton General Division, 2015, ISBN 978-1-4447-8544-9.
17. Kydd – Inferno. A novel. Hodder Paperbacks, 2017, ISBN 978-1-4447-8546-3.
18. Kydd – Persephone. A novel. Hodder Paperbacks, 2017, ISBN 978-1-4736-4093-1.
19. Kydd – The Baltic Prize. A novel. Hodder Paperbacks, 2018, ISBN 978-1-4736-4099-3.
20. Kydd – The Iberian Flame. A novel. Hodder Paperbacks, 2018, ISBN 978-1-4736-4103-7.
21. Kydd – A Sea of Gold. A novel. Hodder & Stoughton General Division, 2018, ISBN 978-1-4736-4107-5.
22. Kydd – Toe the Eastern Seas. Hodder & Stoughton General Division, 2019, ISBN 978-1-4736-9868-0.
23. Kydd – Balkan Glory. Hodder & Stoughton General Division, 2020, ISBN 978-1-4736-9876-5.
24. Kydd – Thunderer. Hodder Paperback, 2021, ISBN 978-1-4736-9886-4.
25. Kydd – Yankee Mission. Hodder & Stoughton General Division, 2022, ISBN 978-1-4736-9913-7.

Band 9 bis 25 sind bisher nur auf Englisch erhältlich
Sachbücher
- Stockwin's maritime miscellany. A ditty bag of wonders from the golden age of sail. Ebury Books, London 2009, ISBN 978-0-09-193066-0.